# Keatit
Keatit là một khoáng vật silicat có công thức hóa học SiO2 (silic dioxide) được phát hiện năm 2013. Nó được cho là ở dạng tinh thể xâm tán trong clinopyroxene (diopside) trong thể pyroxenit granat áp suất siêu cao. Đá chủ là một phần của khối Kokchetav ở Kazakhstan.